# Якушівці
Якушівці (словац. Jakušovce) — село в Словаччині, Стропковському окрузі Пряшівського краю. Розташоване в північно-східній частині Словаччини.
Уперше згадується у 1454 році.

## Пам'ятки
У селі є греко-католицька церква Покрови Пресвятої Богородиці з 1790 року в стилі пізнього бароко, перебудована в 1910, 1945 та в 70—их роках 20 століття, разом з дерев'яною дзвіницею становлять з 1963 року національну культурну пам'ятку. У селі є ще православна церква Покрови Пресвятої Богородиці з 20 століття.

## Населення
| Рік:            | 1993 | 2003    | 2013     | 2023     |
| --------------- | ---- | ------- | -------- | -------- |
| Кількість осіб: | 53   | 55      | 46       | 35       |
| Різниця:        |      | +3,77 % | -16,36 % | -23,91 % |

| Рік:            | 2022 | 2023    |
| --------------- | ---- | ------- |
| Кількість осіб: | 36   | 35      |
| Різниця:        |      | -2,77 % |

В селі проживає 47 осіб.
Національний склад населення (за даними останнього перепису населення — 2001 року):
- словаки — 75,86%
- русини — 24,14%

Склад населення за приналежністю до релігії станом на 2001 рік:
- православні — 63,79%,
- греко-католики — 31,03%,
- римо-католики — 5,17%,